# Аннабель (кукла)
Аннабель (англ. Annabelle) — тряпичная кукла, персонаж популярной городской легенды, которая гласит, что кукла была одержима духом или демоном. Её история легла в основу картин «Проклятие Аннабель», «Проклятие Аннабель: Зарождение Зла», «Проклятие Аннабель 3», «Заклятие», «Заклятие 2» и «Заклятие 3: По воле дьявола».

## Легенда
В 1970-х годах куклу подарила студентке Донне её мать на 28-летие. Она была приобретена в секонд-хендовом магазине так называемых «тряпичных Энни». Вскоре соседка Донны Энджи (по другой версии — сама Донна) якобы заметила, что творится нечто странное: в комнате сами собой открываются и закрываются окна и двери, кукла сама перемещается с места на место, меняет позы своего «тела», парит в воздухе, а однажды на кукольном платье самопроизвольно появились кровавые пятна. Девушки находили записки с просьбами о помощи. Сначала они рассматривали происходящее как чью-то студенческую шутку, но вскоре решили, что кукла была одержима своей покойной бывшей хозяйкой, семилетней девочкой Аннабель Хиггинс (о ней девушкам рассказал медиум), именем которой она была названа. (Согласно другой версии, Аннабель Хиггинс не была владелицей куклы, а, по сообщению медиума, умерла в возрасте 7 лет на том месте, где много лет спустя построили общежитие, в котором жили Донна и Энжи, и после смерти Аннабель её дух обосновался там.) После того как кукла напала на друга Донны и Энджи Ло, ими для изгнания духа были приглашены известные исследователи паранормальных явлений Эд и Лоррейн Уоррены. Они, в свою очередь, пришли к выводу, что кукла одержима демоном, и обратились к священнику за проведением экзорцизма.

### Критика и разоблачения
Скептически настроенные журналисты и исследователи якобы расследованных семьёй Уорренов сообщений о паранормальных явлениях, в том числе о кукле Аннабель, обвиняют Уорренов в мошенничестве с целью завлечения посетителей в свой музей и получения гонораров от кинопродюсеров, привлекающих Лоррейн Уоррен в качестве консультанта при производстве фильмов, экранизирующих якобы собранные Уорренами истории.
Собиратель страшилок — писатель Рей Гартон, при личной встрече с семьёй Уорренов, заявил, что те страдают расстройствами психики.

## Как экспонат музея
После того как якобы произошли описанные в легенде события, Уоррены забрали куклу в свой музей, известный как «Музей оккультизма Уорренов», где она выставляется как один из экспонатов. Кукла в витрине защищена от контактов, рядом установлена табличка «ВНИМАНИЕ: открывать категорически запрещается» (англ. WARNING: Positively Do Not Open). Уоррены утверждали, что кукла продолжает проявлять паранормальную активность.